# 郭开
郭开（？—？），战国末年赵国奸臣，历仕赵悼襄王、赵王迁两代君主，因谗言陷害赵国名将廉颇、李牧导致赵国灭亡。

## 生平
前244年，赵悼襄王继位后，任用乐乘代替廉颇主将之位，引起廉颇的不满。廉颇于是率领私属部队攻打乐乘，乐乘被迫出走，廉颇也因畏罪潜逃至魏国国都大梁（今河南省开封市）。廉颇居住在魏国许久也得不到重用，想回到赵国官复原职；而赵国因为屡次遭到秦国攻击，国内缺乏优秀将领，赵悼襄王也想召回廉颇。赵悼襄王于是派使者会见廉颇，察看他是否能为赵国所用。郭开与廉颇有私仇，于是向使者行贿，让他在赵王面前诋毁廉颇。使者会见廉颇时，廉颇一顿饭吃了一斗米，十斤肉，然后披甲上马表示自己身体健康，能为赵王所用。使者收了郭开的贿赂，回报赵悼襄王说：“廉颇虽然年老，但饭量不减，然而他与臣会见时，不一会就去了三次厕所。”赵悼襄王认为廉颇年老无用，不再召廉颇回国。
李牧是赵国名将，曾多次率军击退匈奴和秦国的进攻，在赵国国内声望很高。前229年，秦王政命王翦、杨端和、羌瘣率军大举进攻赵国，赵王迁命李牧为主将，司马尚为副将率军迎敌。王翦畏惧李牧的军事才能，于是派使者携带重金贿赂赵王迁的宠臣郭开。郭开向赵王迁谗言陷害李牧和司马尚谋反，准备与秦军里应外合攻灭赵国。赵王迁于是命赵葱和颜聚代替李牧和司马尚的位置，并将李牧诛杀，将司马尚免职。同年三月，王翦率军攻灭赵国，杀赵葱，俘虏赵王迁及颜聚。
後來被王翦所杀。

## 文学形象
明末长篇历史小说《东周列国志》中，郭开于第一百零五回《茅焦解衣谏秦王 李牧坚壁却桓齮》中登场，秦王政为寻找攻打赵国的借口，命尉缭的弟子王敖出使魏国，游说魏王割让邺郡三城交好赵国。王敖又用黄金三千斤贿赂郭开，让他劝说赵悼襄王派兵接收土地。在郭开的劝说下，赵悼襄王果然中计，派扈辄率军五万前往魏国接收土地，秦王政随后命桓齮率军进攻邺郡，在东崮山大败扈辄所帅赵军，夺取了邺郡及其它九座城池。群臣劝赵悼襄王召回廉颇，郭开因与廉颇有私仇，行贿于赵王所派使者唐玖，致使廉颇未能返回赵国。王敖又用重金收买郭开作为内应，并向他许诺赵国灭亡之后可投奔秦国担任上卿。赵悼襄王死后，任太子太傅的郭开因善于讨好赵王迁得到重用，升任国相。在第一百零六回《王敖反间杀李牧 田光刎颈荐荆轲》中，郭开谗言陷害死李牧，又劝赵王迁举国降秦，因功被秦王政封为上卿，赵王迁亡国之后才领悟到郭开是卖国贼。后来郭开在回邯郸（今河北省邯郸市）搬运家中财物的时候被沿途盗贼所杀。

## 相关诗歌
- 唐朝 周昙 《咏史诗·春秋战国门·郭开》：秦袭邯郸岁月深，何人沾赠郭开金。廉颇还国李牧在，安得赵王为尔擒。
- 北宋 司马光 《五哀诗·李牧》：椎牛飨壮士，拔距养奇材。虏帐方惊避，秦金已闇来。旌旗移幕府，荆棘蔓丛台。部曲依稀在，犹能话郭开。
- 南宋 刘克庄 《杂咏一百首·李牧》：说客为秦谍，君王信郭开。向令名将在，兵得到丛台。